# Скориков, Григорий Петрович
Григо́рий Петро́вич Ско́риков (13 марта 1920, Тихая Журавка, станица Мигулинская, Донецкий округ, Область Войска Донского — 6 сентября 2000, Москва) — советский военачальник. Начальник Главного штаба — первый заместитель Главнокомандующего Военно-Воздушных сил СССР (1978—1985), маршал авиации (1980).

## Биография
Родился в семье донского казака. Русский. После гибели отца от рук бандитов в 1923 году и смерти матери в 1926 году остался круглым сиротой, воспитывался у родственников и в детском доме в селе Алексеево-Лозовское, там же окончил школу. С 1935 года жил и работал в райцентре Чертково.
В Красной Армии с 1937 года. Окончил Тамбовское Краснознамённое кавалерийское училище имени Первой Конной армии в 1939 году, затем служил в кавалерийском полку Забайкальского военного округа командиром взвода, помощником начальника штаба полка и помощником начальника отделения в штабе кавалерийской дивизии. Член ВКП(б) с 1941 года. 
Окончил Харьковское военное авиационное училище штабных командиров в 1942 году. С апреля по октябрь 1942 года был помощником начальника штаба авиационного полка на Дальнем Востоке.
Участник Великой Отечественной войны с октября 1942 года. Был помощником начальника оперативного отделения штаба, затем помощником начальника оперативно-разведывательного отделения штаба 8-й гвардейской бомбардировочной авиационной дивизии 2-й воздушной армии (Калининский фронт). С января 1943 года — офицер штаба и старший помощник начальника оперативно-разведывательного отдела штаба 6-го гвардейского бомбардировочного Львовского Краснознамённого ордена Суворова авиационного корпуса 2-й воздушной армии на Северо-Западном, Воронежском, Степном, 2-м Украинском и 1-м Украинском фронтах. За годы войны в качестве штурмана экипажа совершил 56 боевых вылетов на разведку в тыл противника. 
После войны окончил Военную академию имени М. В. Фрунзе в 1948 году. С 1948 года служил начальником штаба авиаполка, старшим офицером оперативного управления Главного штаба ВВС, начальником оперативного отдела штаба воздушной армии. 
Окончил Высшую военную академию имени К. Е. Ворошилова в 1957 году. С 1957 года — начальник штаба авиационного корпуса. С 1962 года — начальник оперативного управления — заместитель начальника Главного штаба Войск ПВО страны. С декабря 1968 года — начальник штаба — первый заместитель командующего 16-й воздушной армии, с марта 1971 года — первый заместитель начальника Главного штаба Военно-Воздушных сил. С апреля 1972 года — заместитель начальника, а с июля 1975 года — начальник 10-го Главного управления Генерального штаба ВС СССР. С июня 1978 года — начальник Главного штаба — первый заместитель Главнокомандующего Военно-Воздушных сил СССР. 
С 1985 года — военный инспектор-советник Группы генеральных инспекторов Министерства обороны СССР. С 1992 года — в отставке. 
Жил в Москве. До 1995 года работал консультантом начальника Военно-воздушной инженерной академии имени Н. Е. Жуковского. 
Автор мемуаров.
Умер 6 сентября 2000 года, похоронен на Троекуровском кладбище.

## Награды
СССР
- Орден Октябрьской Революции;
- Орден Красного Знамени;
- Два ордена Отечественной войны 1-й степени (15.05.1945, 11.03.1985);
- Орден Отечественной войны 2-й степени (21.09.1944);
- Три ордена Красной Звезды (25.08.1943, );
- Орден «За службу Родине в Вооружённых Силах СССР» 2-й степени (22.02.1990);
- Орден «За службу Родине в Вооружённых Силах СССР» 3-й степени;
- Медали СССР
- Государственная премия СССР (1983)

Иностранные награды
- Кавалерский (рыцарский) крест ордена Возрождения Польши (Польша,  06.10.1973)
- Орден «9 сентября 1944 года» III степени с мечами (Болгария, 14.09.1974)
- Орден Народной Республики Болгария II степени (Болгария, 22.01.1985)
- Медаль «Братство по оружию» (Польша, 12.10.1979)
- Медаль «Братство по оружию» в золоте (ГДР, 14.05.1980)
- Медаль «За боевое содружество» I степени (Венгрия, 20.06.1980)
- Медаль «30 лет Победы над милитаристской Японией» (Монголия, 1975)
- Медаль «50 лет Монгольской Народной Революции» (Монголия, 16.12.1971)
- Медаль «50 лет Монгольской Народной Революции» (Монголия, 15.03.1973)
- Медаль «40 лет Победы на Халхин-Голе» (Польша, 26.11.1979)
- Медаль «60 лет Вооружённым силам МНР» (Монголия, 29.12.1981)
- Медаль «20-я годовщина Революционных Вооружённых сил Кубы» (Куба, 1976)
- Медаль «30-я годовщина Революционных Вооружённых сил Кубы» (Куба, 24.11.1986)
- Медаль «100 лет Освобождения Болгарии от османского рабства» (Болгария)
- Медаль «90 лет со дня рождения Георгия Димитрова» (Болгария, 23.02.1974)
- Медаль «100 лет со дня рождения Георгия Димитрова» (Болгария)
- Медаль «За укрепление братства по оружию» (Болгария, 1977)
- Медаль «1300 лет Болгарии» (Болгария, 29.03.1982)
- Медаль «40 лет Победы над гитлеровским фашизмом» (Болгария, 16.05.1985)
- Медаль «В память 20-летия Словацкого восстания 1944 года» (ЧССР)
- Медаль «За укрепление дружбы по оружию» II степени (ЧССР, 1970)
- Медаль «30 лет освобождения Чехословакии Советской Армией» (ЧССР, 22.08.1974)
- Медаль «40 лет освобождения Чехословакии Советской Армией» (ЧССР, 11.03.1985)

## Высшие воинские звания
- генерал-майор авиации (9.05.1961)
- генерал-лейтенант авиации (19.02.1968)
- генерал-полковник авиации (13.02.1976)
- маршал авиации (4.11.1980)

## Сочинения
- Скориков Г. П. Сквозь годы и расстояния: Художественно-документальная повесть. — Львов: Камэняр, 1990. — 397 с. — ISBN 5-7745-0192-2.